# Fiddler on the Roof (filme)
Fiddler on the Roof (no Brasil, Um Violinista no Telhado; em Portugal, Um Violino no Telhado) é um filme americano de 1971, do gênero comédia dramática e musical, realizado por Norman Jewison, baseado num musical da Broadway com o mesmo nome de 1964, que por sua vez foi baseado em contos de Sholom Aleichem.
As filmagens internas tiveram lugar nos Estúdios Pinewood em Buckinghamshire, na Inglaterra, e a maior parte das externas foi filmada na Croácia.
A música foi composta por Jerry Bock, letras de Sheldon Harnick e roteiro de Joseph Stein. O filme ganhou três Oscar, incluindo o de arranjador-maestro John Williams. Foi nomeado para vários outros, incluindo Melhor Filme, Melhor Ator para Chaim Topol como Tevye, e Melhor Ator Coadjuvante para Leonard Frey, que interpreta Mottel Kamzoil o Alfaiate (ambos tinham originalmente atuado no musical; Topol como Tevye na produção de Londres e Frey em uma pequena parte como Mendel, filho do rabino). A decisão de lançar Topol, em vez de Zero Mostel, como Tevye foi um pouco controverso, como o papel tinha se originado com Mostel e com ele se tornou famosa. Anos mais tarde, Jewison explicou que sentiu a personalidade maior que a vida de Mostel, enquanto era bom no palco, causaria o público de cinema para vê-lo (ou seja, o ator Zero Mostel), em vez de o personagem de Tevye.
O filme sobre a família de Tevye, uma família judia que vivia na cidade de Anatevka, no Império Russo, em 1905. Anatevka é dividido em duas seções: uma pequena seção judaica ortodoxa; e uma seção maior de Igreja Ortodoxa Russa. Tevye observa que, "Nós não incomodamos, e até agora, eles não nos incomodam." Ao longo do filme, Tevye quebra a quarta parede, conversando, às vezes, diretamente para o público ou para os céus (a Deus), para o benefício do público. Grande parte da história é também contada em forma de musical.
Tevye não é rico, apesar de trabalhar duro, como a maioria dos judeus na Anatevka, e também devido a ter muitos filhos. Ele e sua esposa de afiada língua, Golde, tem cinco filhas e não podem dar ao luxo de dar-lhes muito na forma de dotes. De acordo com a tradição, eles têm que contar com a casamenteira da aldeia, Yente, para encontrar maridos. A vida na pequena cidade de Anatevka é muito difícil e Tevye fala não apenas das dificuldades de ser pobre, mas também de constante medo da comunidade judaica de assédio de seus vizinhos não-judeus. Além disso, Tevye tem um cavalo manco, que contribui para a miséria de ser pobre, e tem que puxar a carroça sozinho.

## Sinopse
A história passa-se na pequena aldeia ficcional de Anatevka, na Rússia sob o czarismo, no início do século XX. Lá vivem, em boa vizinhança mas sem se misturar, as comunidades judaica e cristã ortodoxa, seguindo as antigas tradições estabelecidas.
O leiteiro judeu Tevye leva uma vida tranquila até o dia em que pretende casar as suas duas filhas mais velhas, Tzeitel e Hodel. Ambas recusam os casamentos arranjados pelo pai e a tolerância de Teyve é levada ao limite quando outra das suas filhas, Chava, decide casar com um não judeu. O leiteiro debate-se nesta situação delicada quando um decreto do Czar obriga todos os judeus a abandonar a aldeia, condenando a sua família ao exílio e à dispersão.

## Elenco
| Actor               | Personagem    |
| ------------------- | ------------- |
| Chaim Topol         | Tevye         |
| Norma Crane         | Golde         |
| Leonard Frey        | Motel Kamzoil |
| Molly Picon         | Yente         |
| Paul Mann           | Lazar Wolf    |
| Rosalind Harris     | Tzeitel       |
| Michele Marsh       | Hodel         |
| Neva Small          | Chava         |
| Paul Michael Glaser | Perchik       |
| Ray Lovelock        | Fyedka        |
| Elaine Edwards      | Shprintze     |
| Candy Bonstein      | Bielke        |
| Shimen Ruskin       | Mordcha       |
| Zvee Scooler        | Rabbi         |
| Louis Zorich        | Constable     |

## Números musicais
1. "Prologue / Tradition" - Tevye and Company
2. "Main Title"
3. "Matchmaker" - Tzeitel, Hodel, Chava, Shprintze, and Bielke
4. "If I Were a Rich Man" - Tevye
5. "Sabbath Prayer" - Tevye, Golde, and Chorus
6. "To Life" - Tevye, Lazar Wolf, and Male Company
7. "Tevye's Monologue (Tzeitel and Mottel)" - Tevye
8. "Miracle of Miracles" - Mottel
9. "Tevye's Dream" - Tevye, Golde, Grandmother Tzeitel, Rabbi, Fruma-Sarah, and Chorus
10. "Sunrise, Sunset" - Tevye, Golde, Perchik, Hodel, and Chorus
11. "Wedding Celebration / The Bottle Dance"
12. "Entr'acte"
13. "Tevye's Monologue (Hodel and Perchik)" - Tevye
14. "Do You Love Me?" - Tevye and Golde
15. "Far from the Home I Love" - Hodel
16. "Chava Ballet Sequence (Chava)" - Tevye
17. "Tevye's Monologue (Chava and Fyedka)" - Tevye
18. "Finale"

## Produção
A filmagem principal foi feito no Pinewood Studios, em Buckinghamshire, Inglaterra. A maioria das cenas de exterior foram feitas na SFR Jugoslávia - especificamente em Mala Gorica, Lekenik e Zagreb dentro da república constituinte jugoslava da Croácia. Isaac Stern, desde os solos de violino.

## Lançamento

### Apresentação Roadshow
Porque o filme segue a peça tão de perto, e a peça não tinha uma abertura, os cineastas optaram por eliminar a abertura filme habitual tocada antes do início da maioria dos filmes exibidos em uma apresentação de estilo roadshow. No entanto, há um intervalo com música entreato, e música de saída é jogado no final após os créditos finais.

### Recepção
O filme foi um grande sucesso ganhando a United Artists lucros de $6.1 milhões de lucros de distribuição, além de $8 milhões.

### Principais prémios e indicações
Oscar 1972 (EUA)
- Venceu nas categorias de Melhor Fotografia, Melhor Som, Melhor Direção de Arte e Melhor Trilha Sonora Adaptada.[3]
- Nomeado nas categorias de Melhor Filme, Melhor Diretor, Melhor Ator (Topol) e Melhor Ator Coadjuvante (Leonard Frey).

Globo de Ouro (EUA)
- Venceu nas categorias de Melhor Filme - Comédia ou Musical e Melhor Ator - Comédia ou Musical (Topol).
- Indicado nas categorias de Melhor Direção e Melhor Ator Coadjuvante (Leonard Frey).

BAFTA 1972 (Reino Unido)
- Indicado nas categorias de Melhor Fotografia, Melhor Edição e Melhor Som.

Prêmio David di Donatello 1972 (Itália)
- Venceu na categoria de Melhor Ator Estrangeiro (Topol).